# NGC 3419A
NGC 3419A је спирална галаксија у сазвежђу Лав која се налази на NGC листи објеката дубоког неба.
Деклинација објекта је + 14° 1' 24" а ректасцензија 10h 51m 19,8s. Привидна величина (магнитуда) објекта NGC 3419 износи 14,1 а фотографска магнитуда 14,9. NGC 3419A је још познат и под ознакама UGC 5965, MCG 2-28-19, CGCG 66-42, FGC 1141, PGC 32540.